# Vladimír Kolář
Vladimír Kolář (* 2. Juli 1927; † 25. Oktober 2012) war ein tschechoslowakischer Eisschnellläufer.
Kolář wurde achtmal tschechoslowakischer Meister im Großen Vierkampf und kam in der Saison 1946/47 bei der Mehrkampfeuropameisterschaft 1947 in Stockholm auf den 15. Platz im Kleinen Vierkampf sowie bei der Mehrkampf-Weltmeisterschaft 1947 in Oslo auf den achten Rang im Großen Vierkampf. Im folgenden Jahr lief er bei den Olympischen Winterspielen in St. Moritz jeweils auf den 26. Platz über 500 m und 1500 m und auf den 22. Rang über 5000 m. Bei den Olympischen Winterspielen 1956 in Cortina d’Ampezzo belegte er den 28. Platz über 500 m, den 27. Rang über 1500 m, den 14. Platz über 10.000 m sowie den 13. Platz über 5000 m und bei der Mehrkampf-Weltmeisterschaft 1958 in Helsinki den 12. Platz im Großen Vierkampf.

## Persönliche Bestleistungen
| Disziplin | Zeit        | Datum           | Ort         |
| --------- | ----------- | --------------- | ----------- |
| 500 m     | 43,4 s      | 19. Januar 1955 | Almaty      |
| 1000 m    | 1:27,9 min  | 22. Januar 1955 | Almaty      |
| 1500 m    | 2:13,9 min  | 20. Januar 1955 | Almaty      |
| 3000 m    | 4:51,4 min  | 12. Januar 1955 | Almaty      |
| 5000 m    | 8:08,9 min  | 29. Januar 1956 | Misurinasee |
| 10.000 m  | 17:08,9 min | 21. Januar 1956 | Davos       |